# Władysław Ekielski

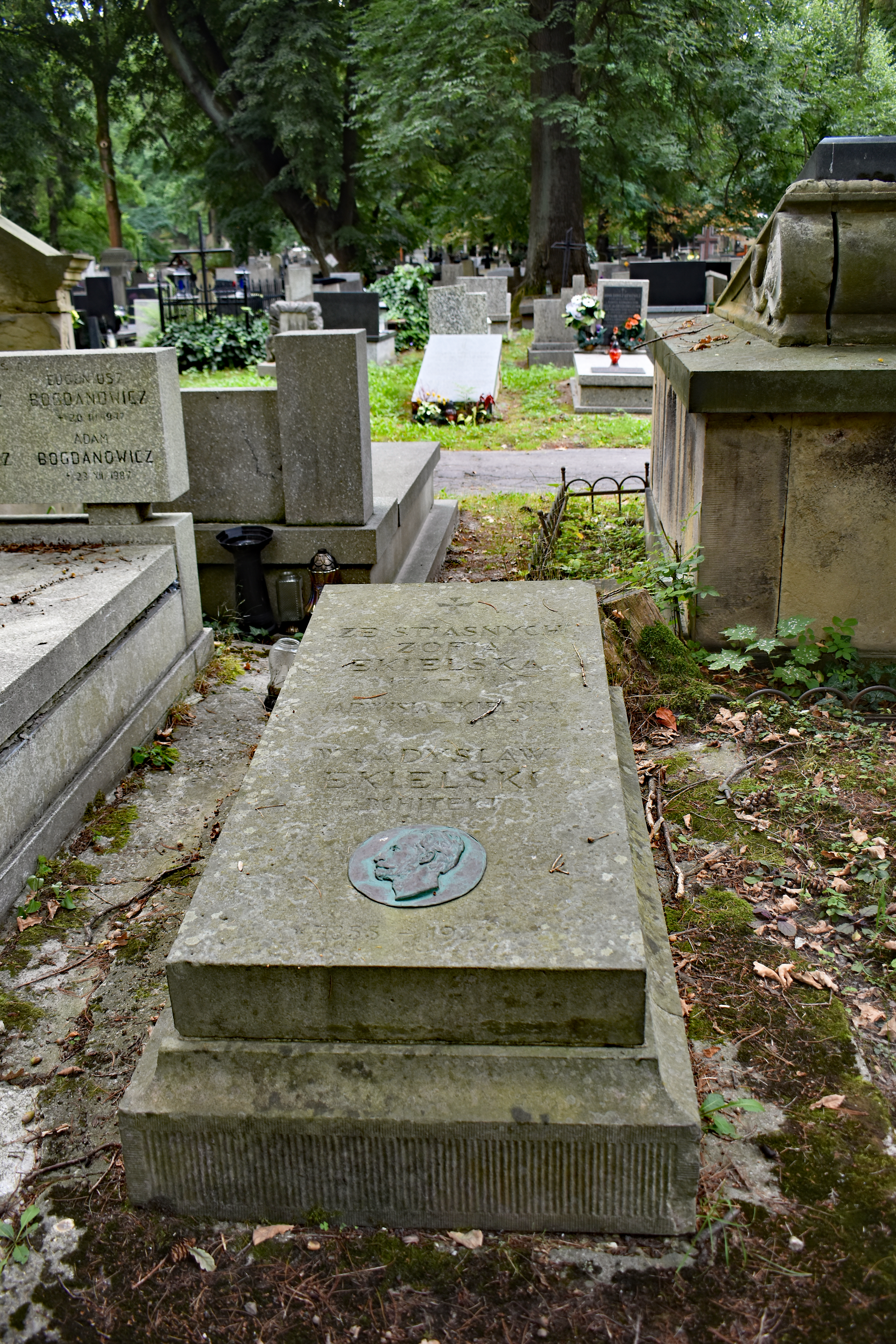
Cmentarz Rakowicki.
Grób Władysława Ekielskiego.

Władysław Antoni Eustachy Ekielski (ur. 17 lutego 1855 w Krakowie, zm. 23 czerwca 1927 tamże) – polski architekt aktywny w Krakowie, tworzący głównie w nurcie eklektyzmu i modernizmu, przedsiębiorca budowlany, wydawca.

## Życiorys
Był synem Eustachego Ekielskiego, notariusza wywodzącego się z mieszczańskiej rodziny krakowskiej, i Elżbiety z Sieradzkich.
Ukończył Gimnazjum św. Anny. W latach 1872–1876 studiował w Instytucie Technicznym w Krakowie, a w latach 1876–1880 na Wydziale Budownictwa Politechniki w Wiedniu. Po ukończeniu nauki pracował u profesora Heinricha von Ferstela.
W 1882 roku powrócił do Krakowa i znalazł zatrudnienie w biurze projektowo-budowlanym Tadeusza Stryjeńskiego; początkowo jako pracownik, później jako jego wspólnik. Wraz ze Stryjeńskim wykonał szereg projektów konkursowych, z których realizacji doczekały się m.in. Pałac Wołodkowiczów, Pałac Pusłowskich oraz neorenesansowy gmach Schroniska Fundacji im. Aleksandra Lubomirskiego przy ulicy Rakowickiej.
W 1886 roku Ekielski uzyskał uprawnienia budowlane i rozpoczął działalność dydaktyczną jako wykładowca w Miejskiej Szkole Przemysłu Artystycznego. Prowadził również zajęcia z rysunku w Wyższej Szkole Przemysłowej.
Stworzył projekt domu przy ulicy Piłsudskiego 14. Zaprojektował kamienice przy ulicy Karmelickiej 42, Studenckiej 14, Szpitalnej 4, Grodzkiej 26 i dom własny przy ulicy Piłsudskiego 40 zwany domem o dwóch frontonach. Jego autorstwa jest również wzniesiona w 1903 roku willa Julia.
Prowadził prace architektoniczne przy budowie pomnika Adama Mickiewicza na krakowskim Rynku. Dokończył budowę Nowej Synagogi w Tarnowie, zaprojektowanej w stylu mauretańskim. W trakcie prowadzonych od 1895 prac renowacyjnych przy prezbiterium i nawie krzyżowej kościoła oo. Franciszkanów w Krakowie dokonał odkryć pierwotnego planu budowli. Wykonanie polichromii wnętrza świątyni zaproponował Stanisławowi Wyspiańskiemu.
W 1900 współtworzył czasopismo Architekt, którego został głównym redaktorem. W latach 1904–1906 opracował wraz z Wyspiańskim projekt zagospodarowania Wzgórza Wawelskiego znany jako Akropolis, który jednak nigdy nie został wcielony w życie. W 1902 wraz z Antonim Tuchem założył zakład witraży, który z czasem przekształcił się w Krakowski Zakład Witrażów S.G. Żeleński.
Po 1918 był wykładowcą na Wydziale Architektury krakowskiej Akademii Sztuk Pięknych.
2 maja 1922 został odznaczony Krzyżem Oficerskim Orderu Odrodzenia Polski.
Zmarł w 1927 roku. Został pochowany na cmentarzu Rakowickim w Krakowie.
W 1896 zawarł małżeństwo z Zofią Stiasny. Mieli trzech synów i dwie córki, w tym inżyniera Rafała Ekielskiego.

## Realizacje (wybór)

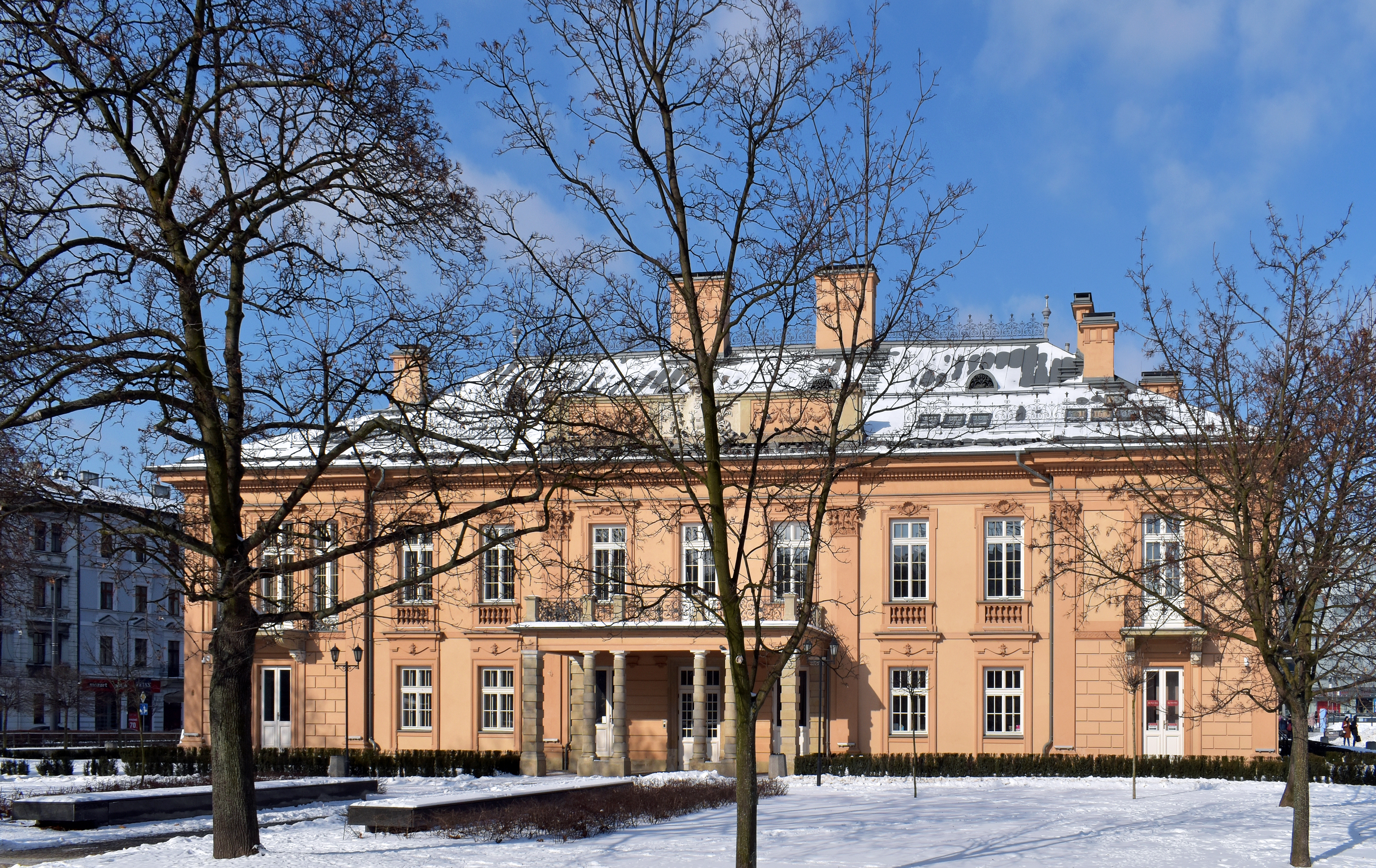
Pałac Wołodkowiczów (1884), wraz z T. Stryjeńskim Kraków ul. Lubicz 4
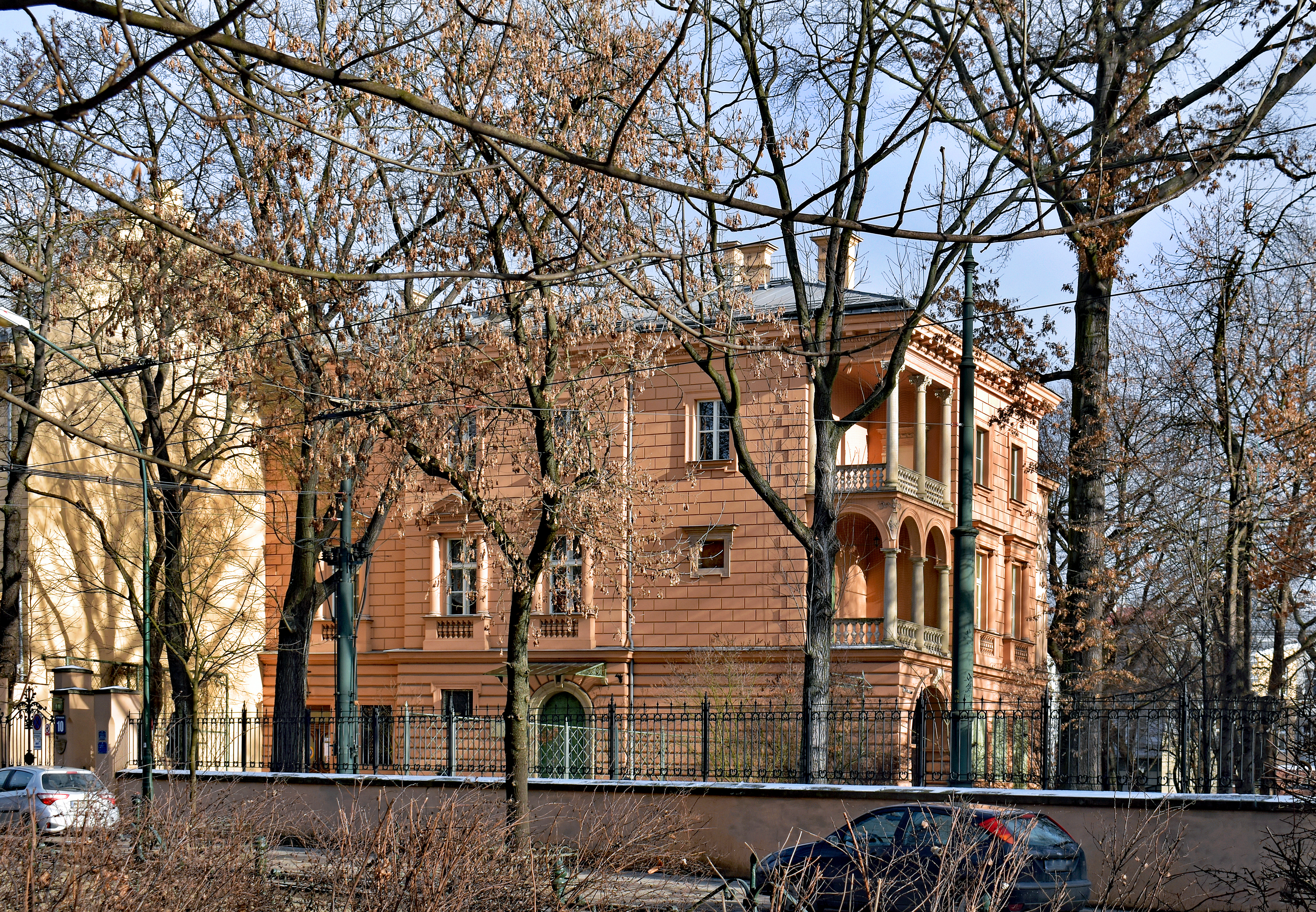
Pałac Pusłowskich (1886), wraz z T. Stryjeńskim Kraków ul. Westerplatte 10
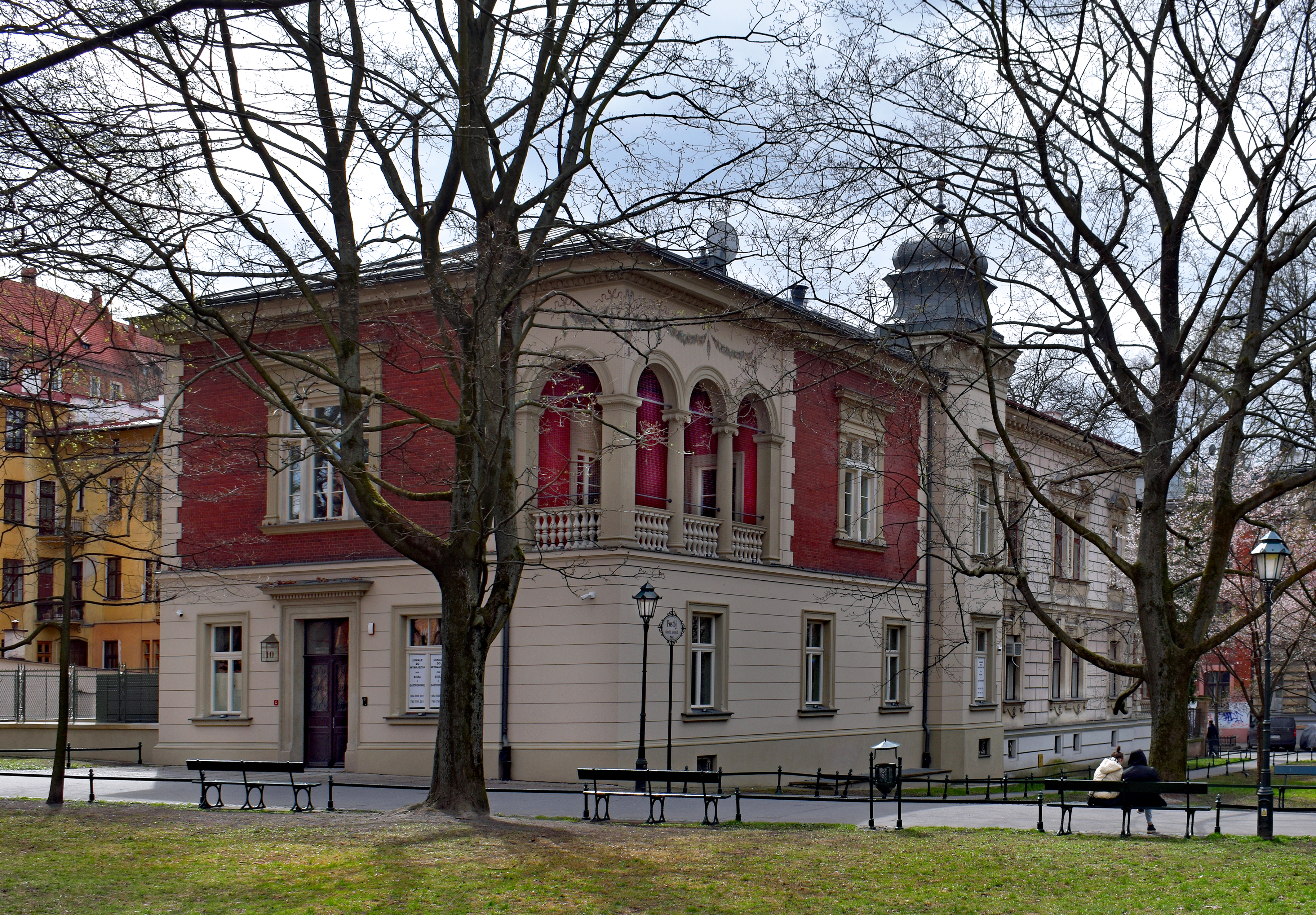
Willa Mały Wawel (1886) Kraków ul. Podzamcze 10
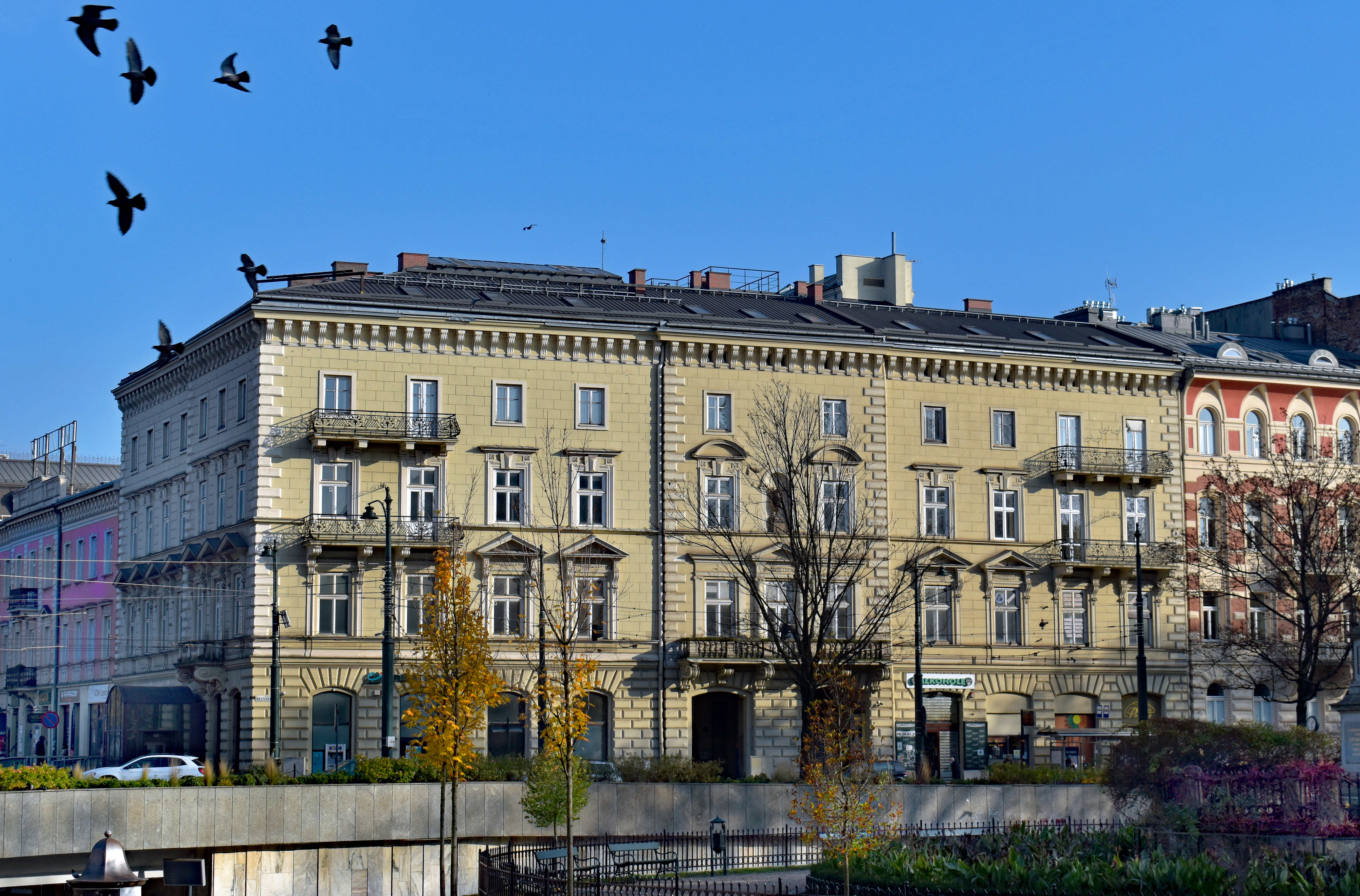
Kamienica (1890) Kraków ul. Westerplatte 1
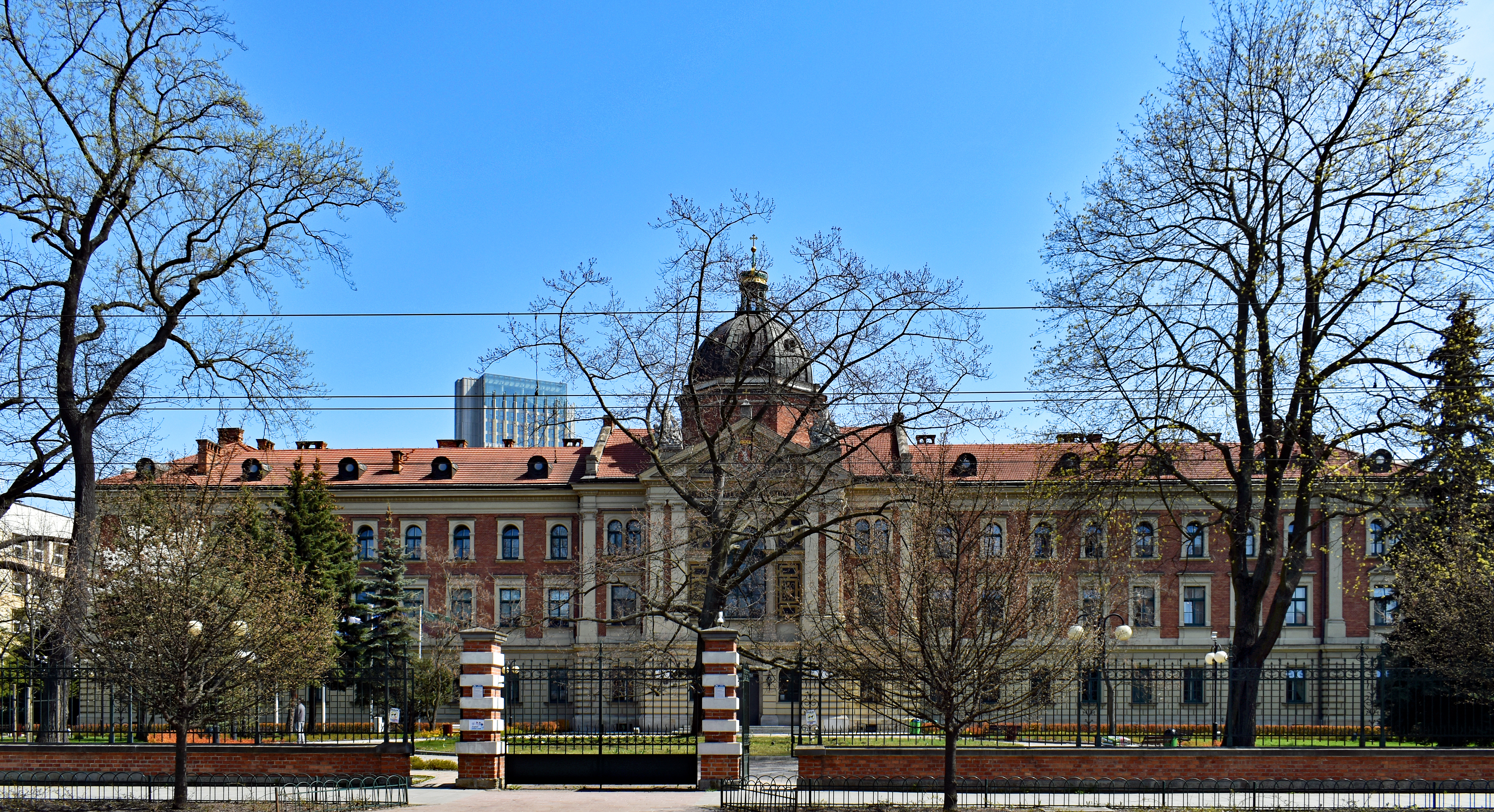
Gmach Schroniska Fundacji im. Aleksandra Lubomirskiego (1893), wraz z T. Stryjeńskim Kraków ul. Rakowicka 27
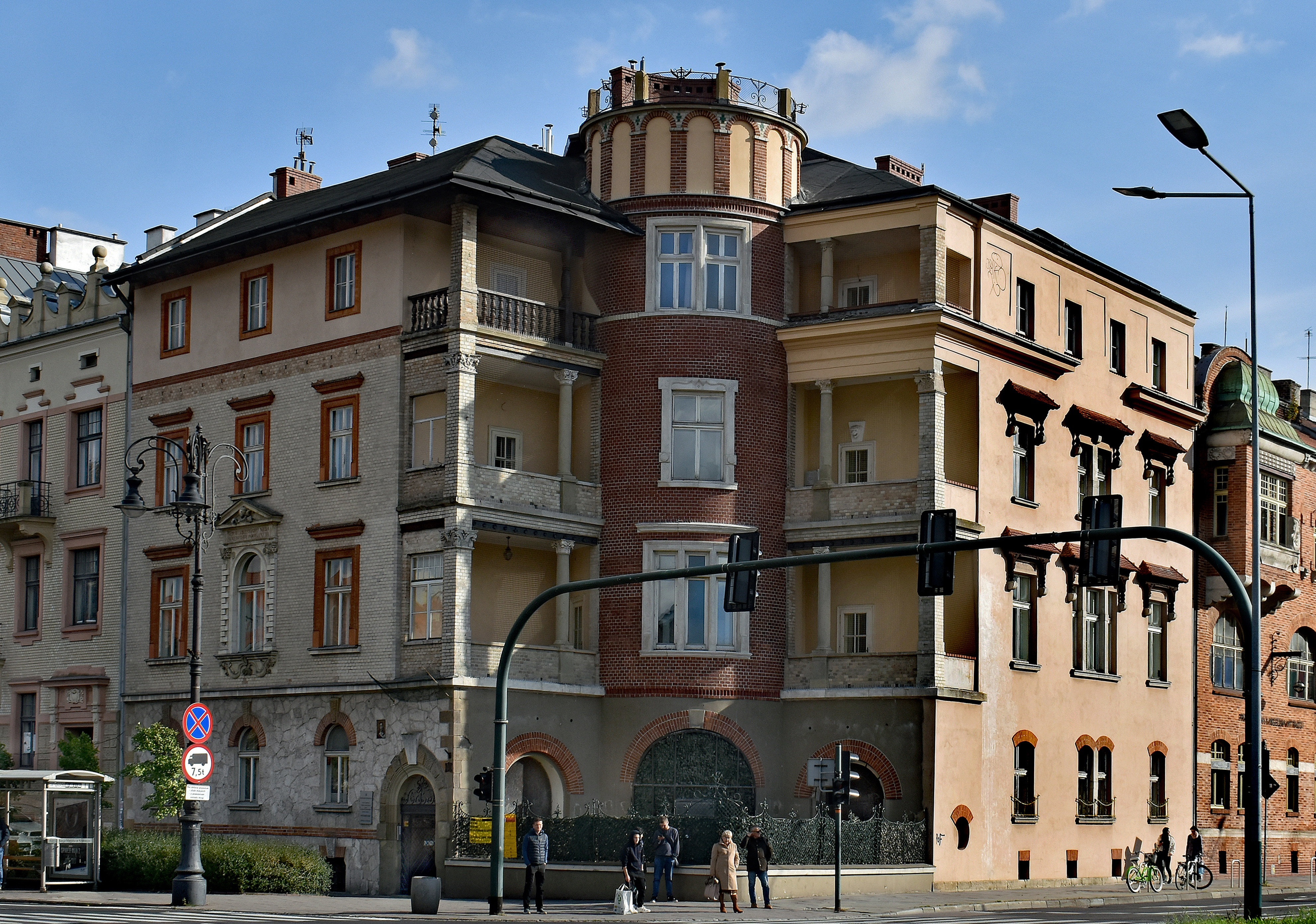
Dom o dwóch frontach (1898) Kraków ul. J. Piłsudskiego 40
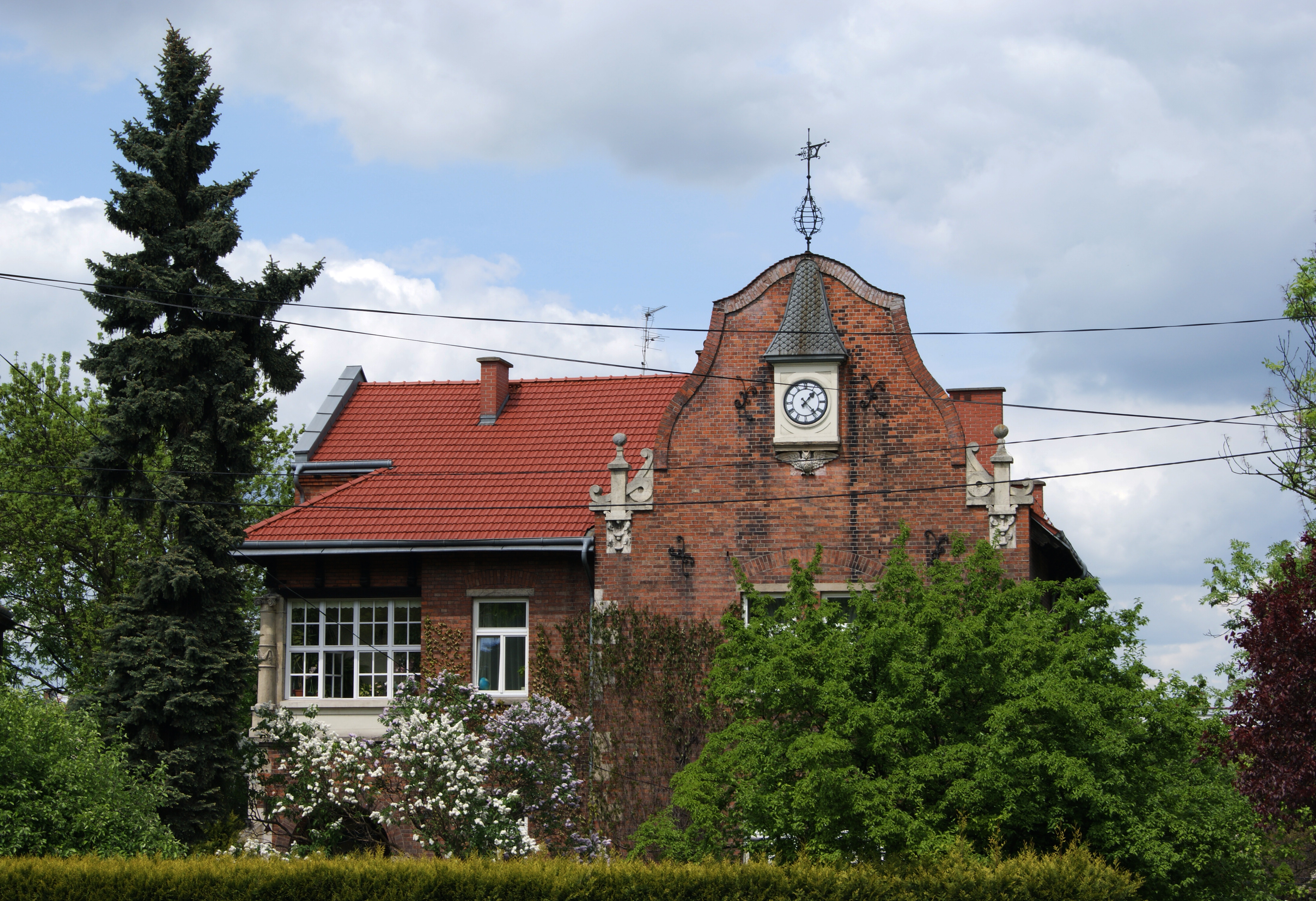
Willa Julia (1903) Kraków pl. Lasoty 2
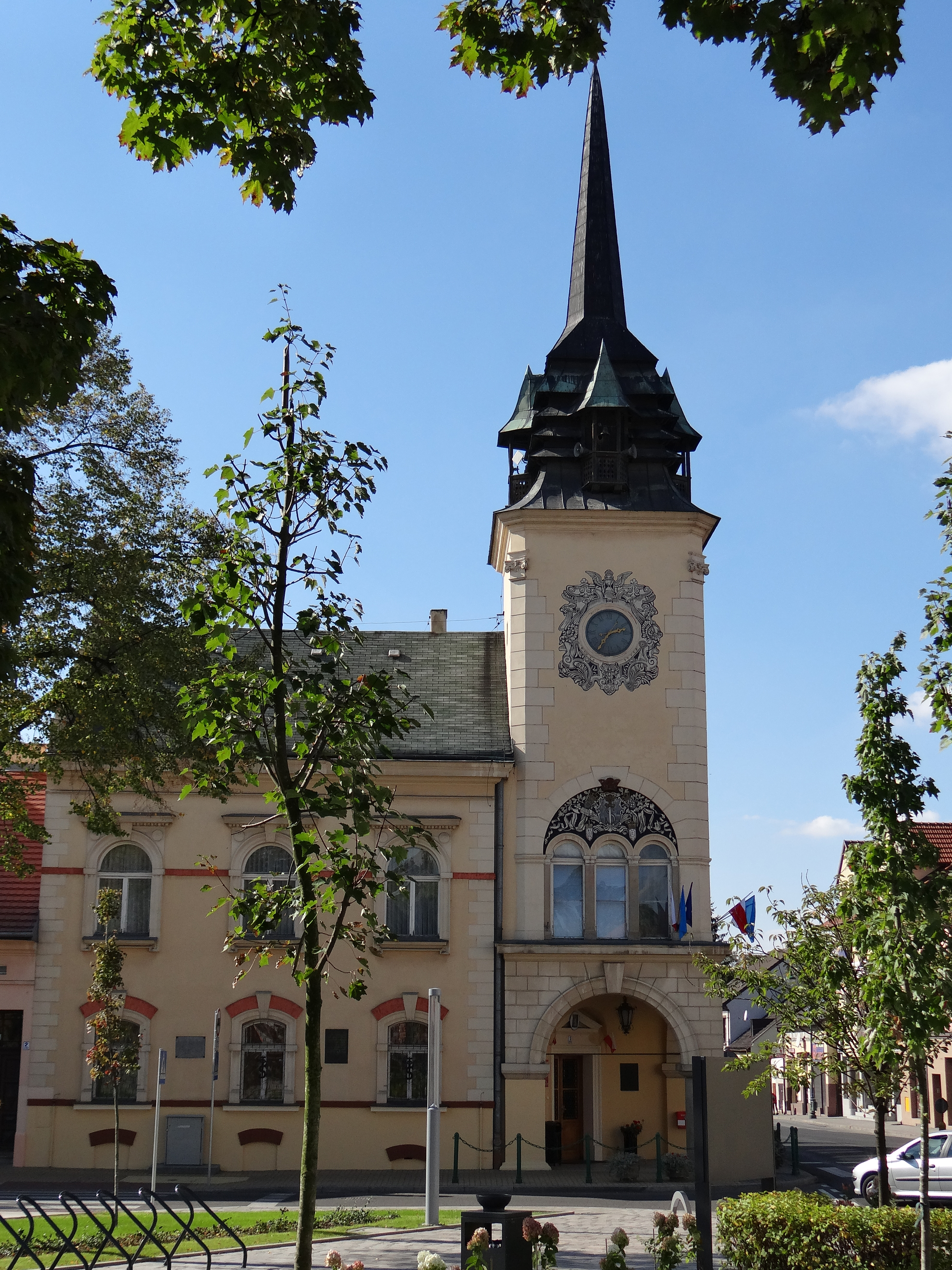
Ratusz w Skawinie (1904)
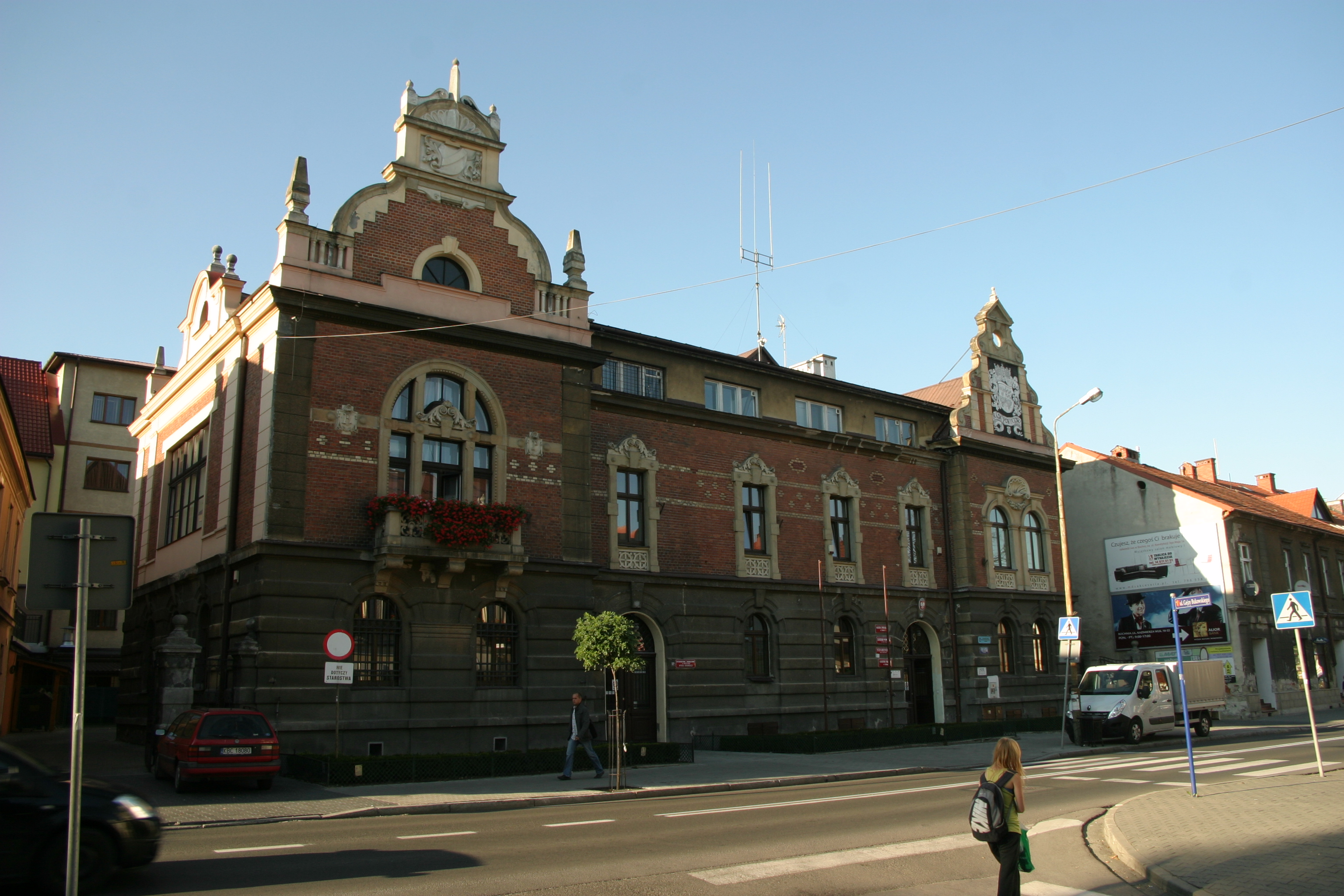
Starostwo w Bochni (1893–1907)
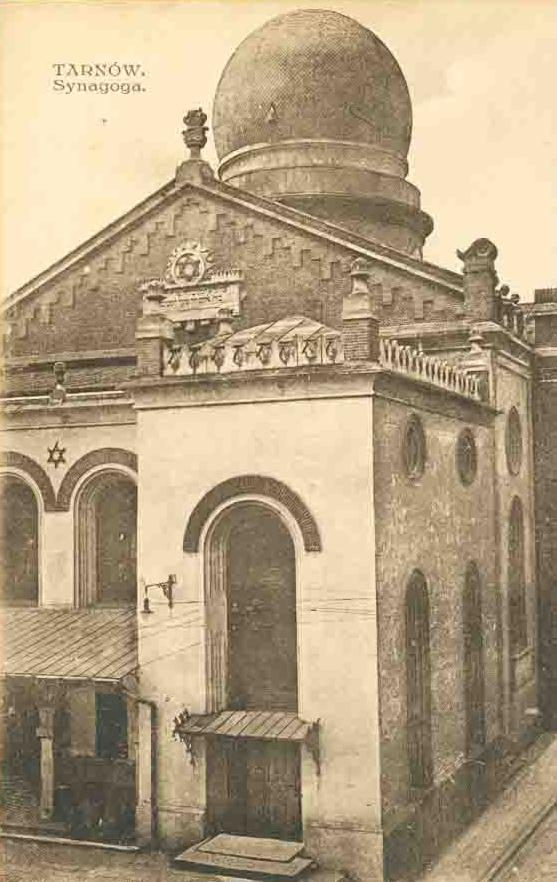
Nowa Synagoga w Tarnowie, dokończenie budowy (oddanie do użytku 1908)
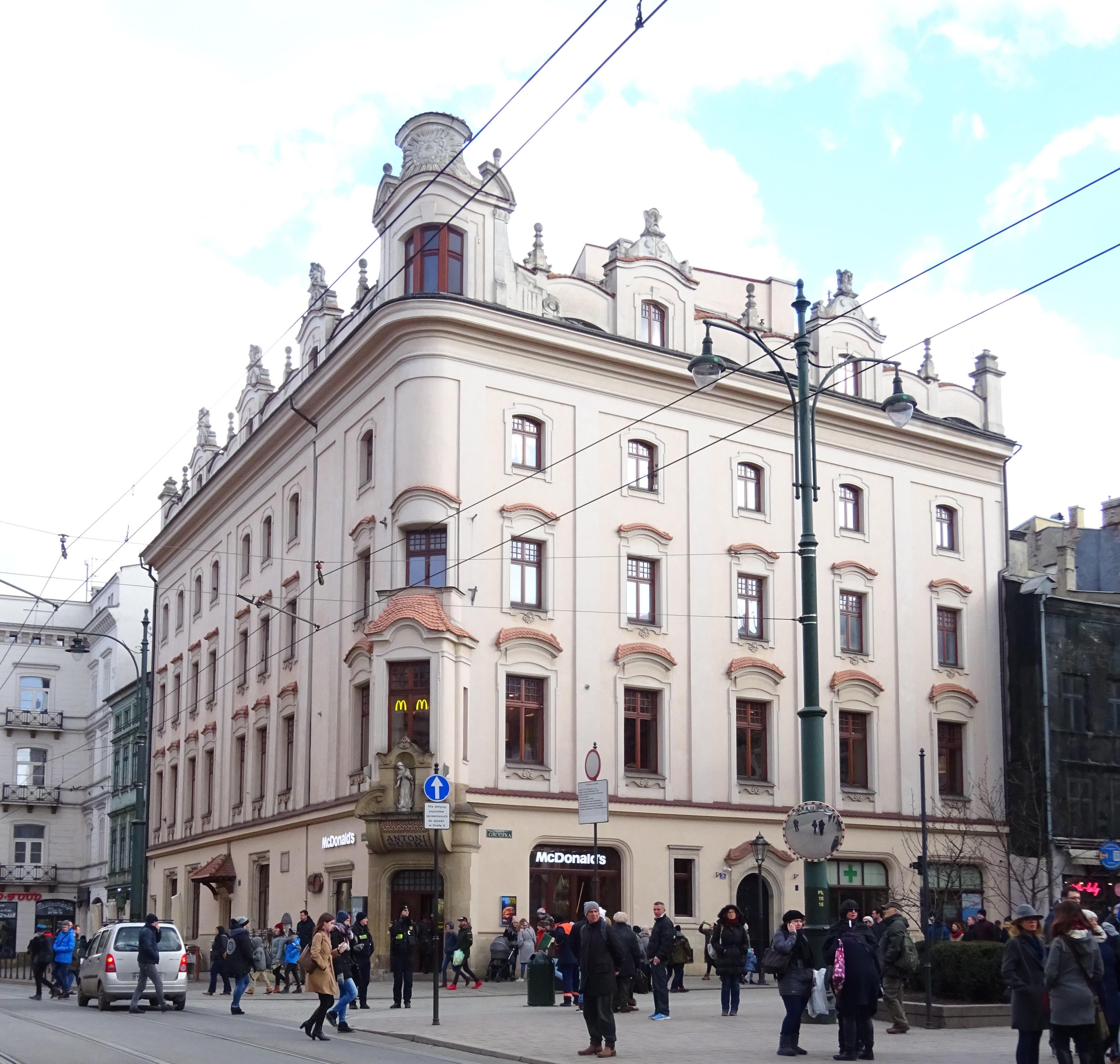
Dom Suskiego (1906)
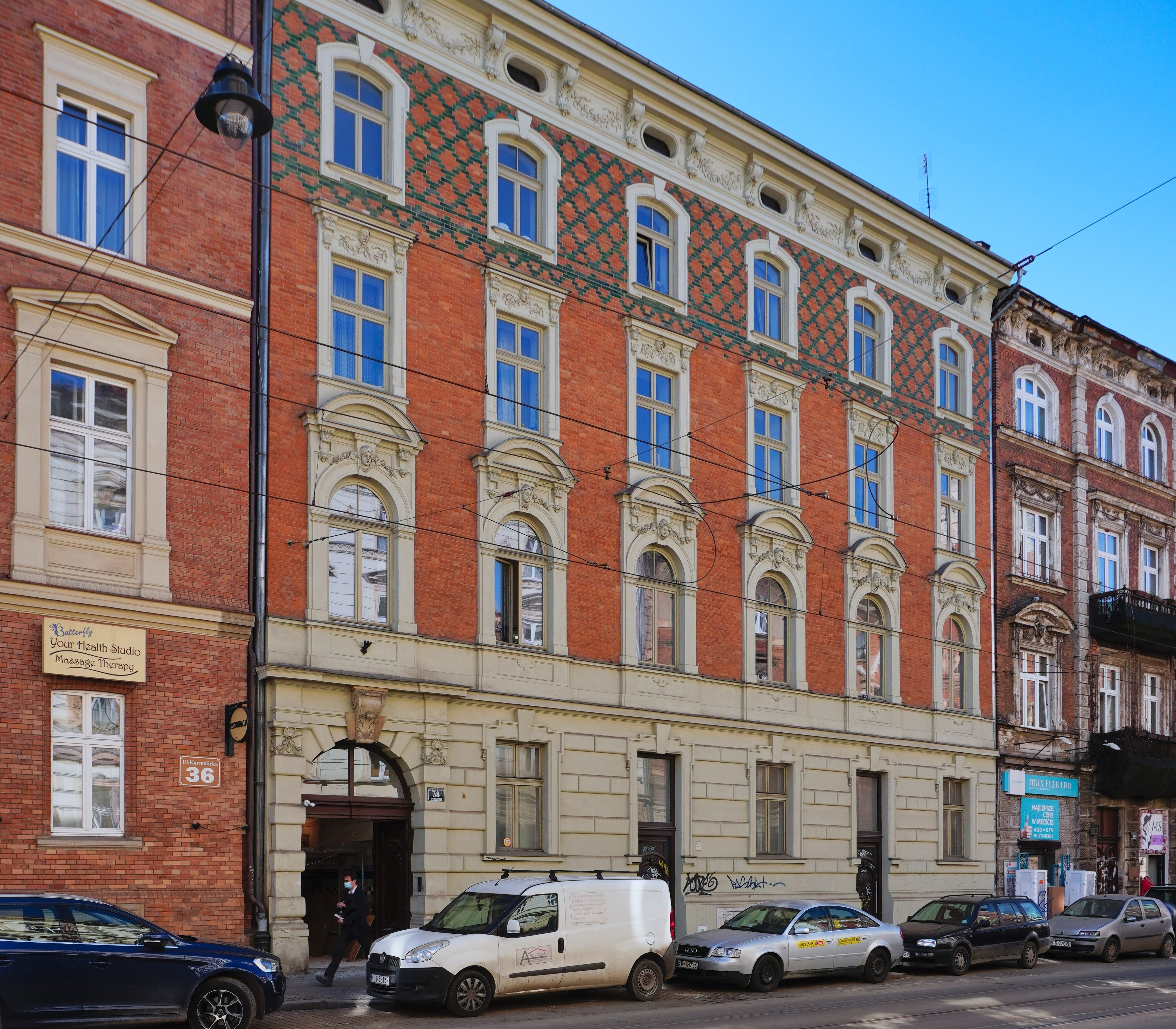
Kamienica (ok. 1892), Kraków, ul. Karmelicka 38
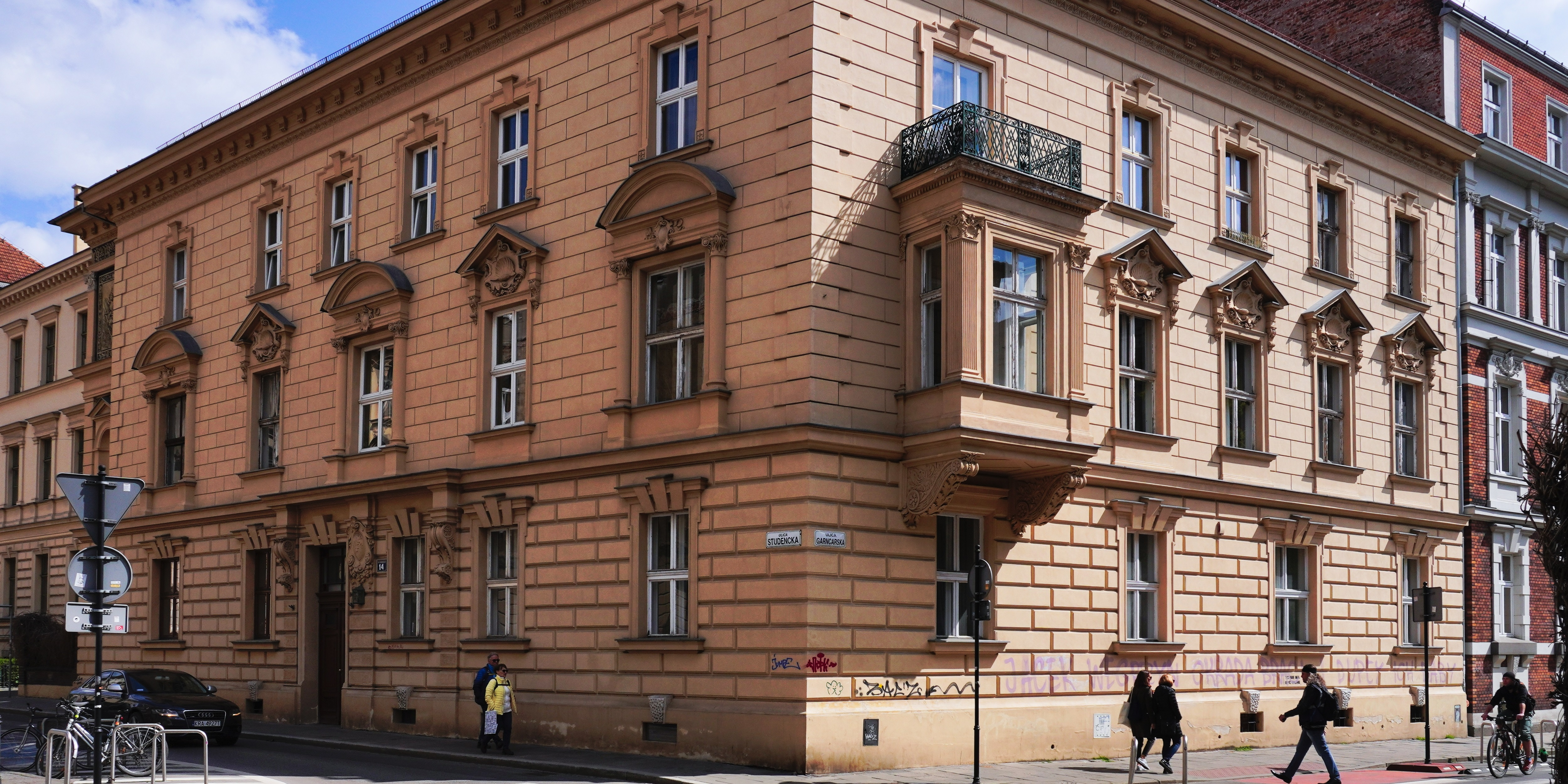
Kamienica (1892) Kraków, ul. Studencka 14
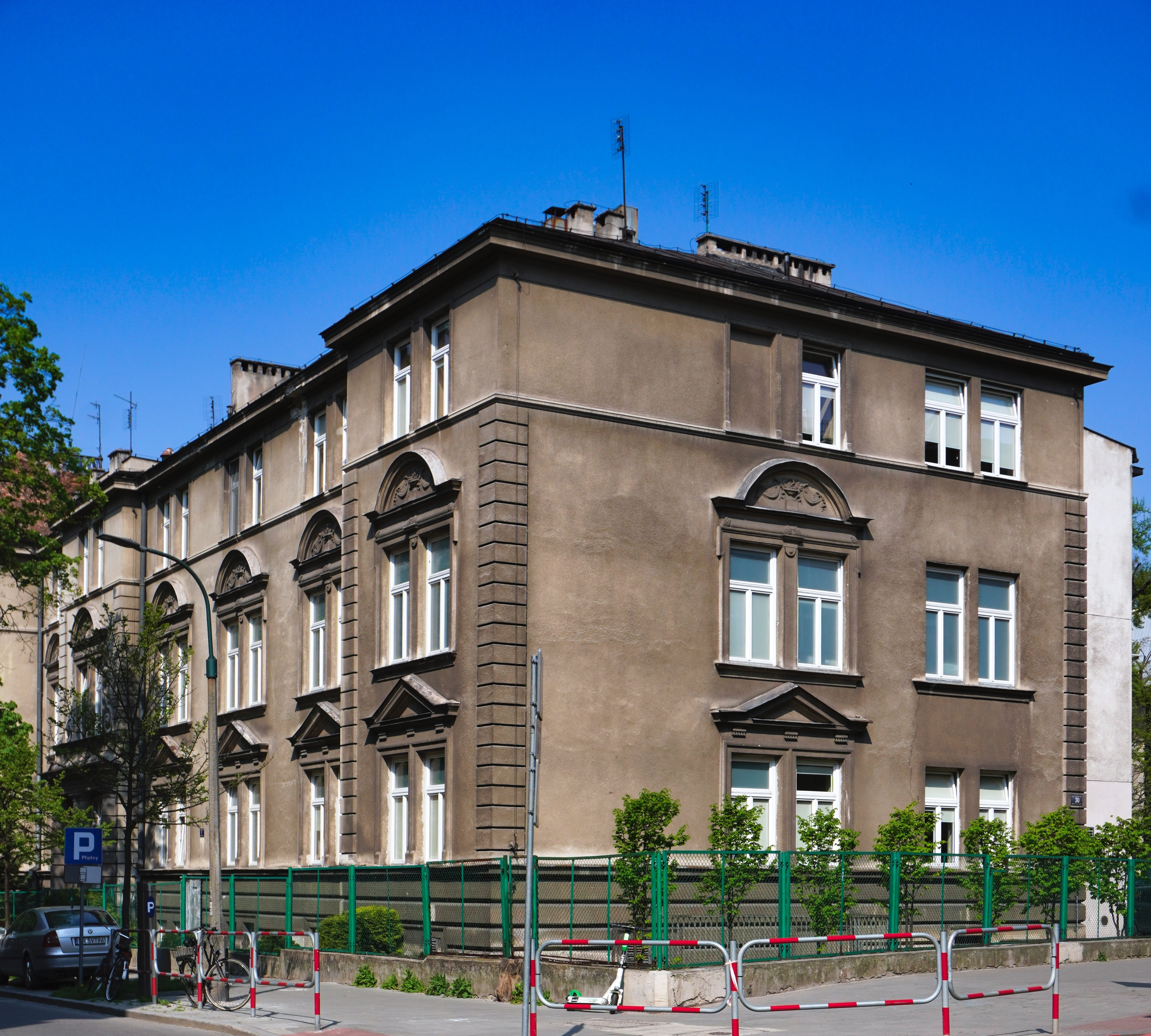
Dawny Dom Zdrowia dra Jana Gwiazdomorskiego (1889) Kraków, ul. Siemiradzkiego 1
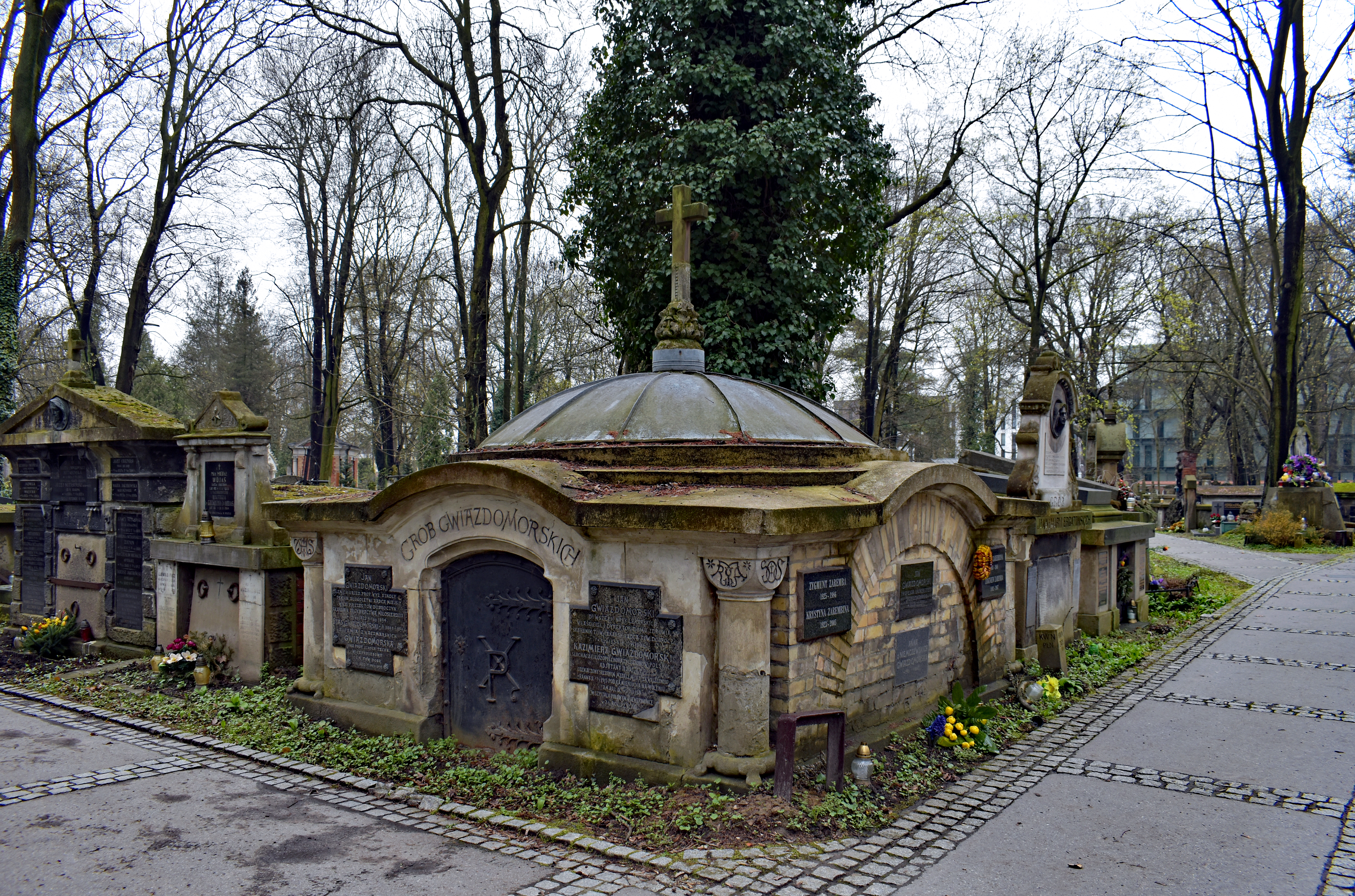
Grobowiec Gwiazdomorskich Kraków, cmentarz Rakowicki
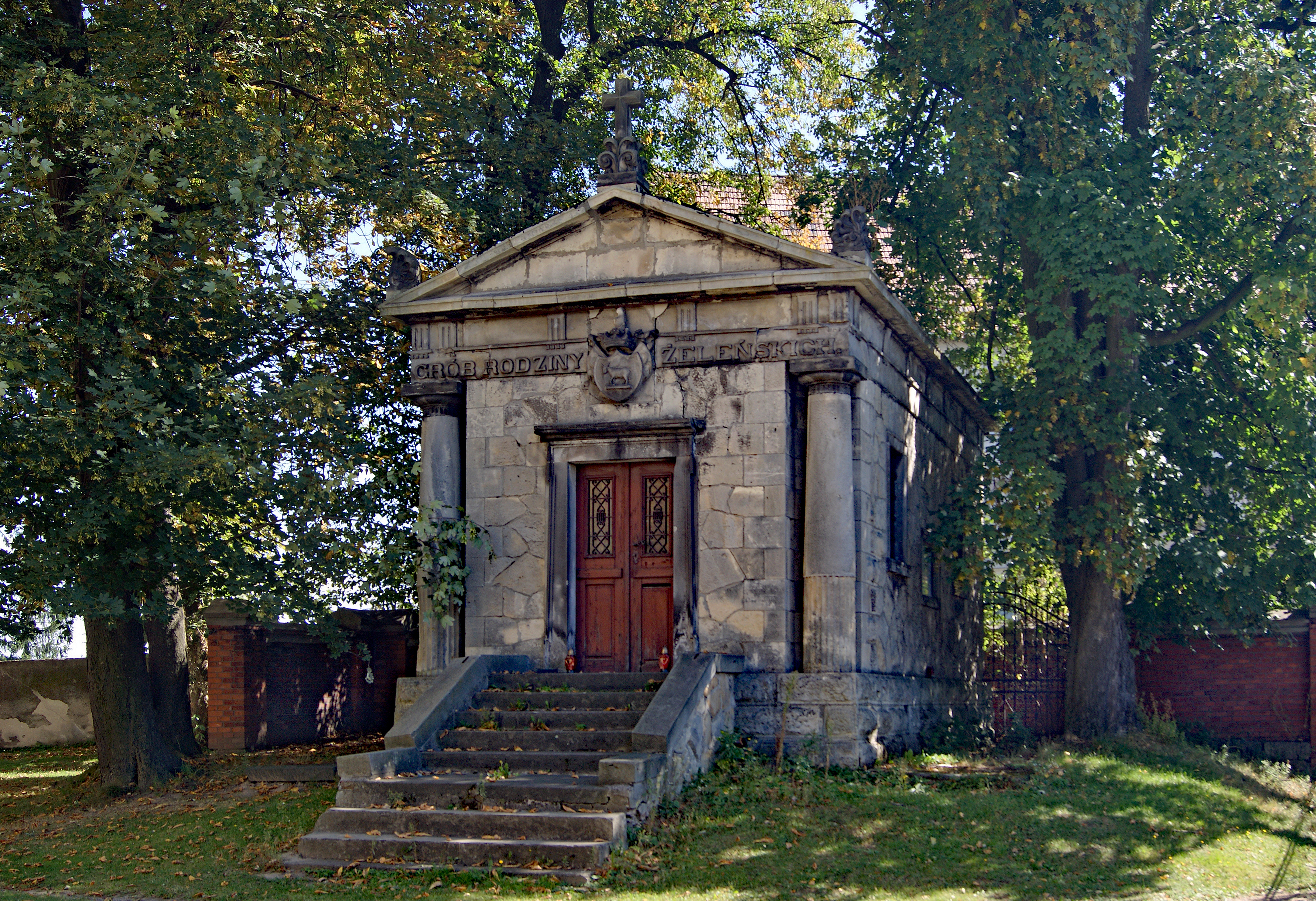
Grobowiec Żeleńskich (1903) Brzezie

## Publikacje
- Zadania i stanowisko urzędu budownictwa miejskiego w Krakowie. Kraków: Nakładem autora, 1895. Brak numerów stron w książce
- Akropolis. Pomysł zabudowania Wawelu. Obmyśleli Stanisław Wyspiański i Władysław Ekielski w latach 1904–1907. Kraków: Drukarnia Uniwersytetu Jagiellońskiego, 1908.
- Odbudowa polskiej wsi: odczyt wygłoszony na kursach ekonomiczno-społecznych Instytutu Ekonomicznego N.K.N.. Kraków: Nakładem Centralnego Biura Wydawnictw N. K. N, 1916. Brak numerów stron w książce
- Wspomnienie o Wyspiańskim: z teki pośmiertnej arch. W. Ekielskiego. „Rzeczy Piękne”. 1–12, s. 3–11, 1932.
- Praca zbiorowa Zabytki Architektury i budownictwa w Polsce. Kraków, Krajowy Ośrodek Badań i Dokumentacji Zabytków, Warszawa 2007, ISBN 978-83-9229-8-1